# لیونل باریمور
لیونل باریمور (به انگلیسی: Lionel Barrymore) هنرپیشهٔ سینما و تئاتر، گویندهٔ رادیو و کارگردان اهل ایالات متحده آمریکا بود 

در ۲۸ آوریل ۱۸۷۸ میلادی در فیلادلفیا، پنسیلوانیا زاده شد و در ۱۵ نوامبر ۱۹۵۴ میلادی در سن ۷۶ سالگی درگذشت.
او در سال ۱۹۳۱ میلادی، برای فیلم روح آزاد برندهٔ جایزه اسکار بهترین بازیگر نقش اول مرد شد.

## گزیده فیلمشناسی
از فیلم‌ها یا برنامه‌های تلویزیونی که وی در آن نقش داشته‌است می‌توان به آثار زیر اشاره کرد.
- نبرد (فیلم ۱۹۱۱) (۱۹۱۱)
- دوستان (فیلم ۱۹۱۲) (۱۹۱۲)
- وراثت (فیلم ۱۹۱۲) (۱۹۱۲ فیلم گمشده)
- چاه (فیلم ۱۹۱۳) (۱۹۱۳)
- آینه (فیلم ۱۹۱۳) (۱۹۱۳)
- آتش‌سوزی جنگل (فیلم ۱۹۱۵) (۱۹۱۵)
- پنجاه‌پنجاه (فیلم ۱۹۲۵) (۱۹۲۵ فیلم گمشده)
- بن هور (فیلم ۱۹۲۵) (۱۹۲۵)
- رام‌کنندگان زن (۱۹۲۶)
- نمایش (فیلم ۱۹۲۷) (۱۹۲۷)
- سیدی تامسون (۱۹۲۸)
- جزیره اسرارآمیز (فیلم ۱۹۲۹) (۱۹۲۹)
- نمایش هالیوود ۱۹۲۹ (۱۹۲۹)
- بی‌قیدوبند (۱۹۳۰)
- روح آزاد (۱۹۳۱)
- لالایی شکسته (۱۹۳۲)
- آرسن لوپن (فیلم ۱۹۳۲) (۱۹۳۲)
- گرند هتل (فیلم) (۱۹۳۲)
- راسپوتین و امپراتریس (۱۹۳۲)
- کارولینا (فیلم ۱۹۳۴) (۱۹۳۴)
- جزیره گنج (فیلم ۱۹۳۴) (۱۹۳۴)
- دیوید کاپرفیلد (فیلم ۱۹۳۵) (۱۹۳۵)
- کمیل (فیلم ۱۹۳۶) (۱۹۳۶)
- ناخداهای دلیر (فیلم ۱۹۳۷) (۱۹۳۷)
- یک یانکی در آکسفورد (۱۹۳۸)
- پرواز آزمایشی (فیلم) (۱۹۳۸)
- نمی‌توانی این را با خودت ببری (۱۹۳۸)
- تنسی جانسون (۱۹۴۲)
- مردی به نام جو (۱۹۴۳)
- از وقتی تو رفتی (۱۹۴۴)
- دره تصمیم (۱۹۴۵)
- چه زندگی شگفت‌انگیزی (۱۹۴۶)
- جدال در آفتاب (۱۹۴۶)
- کی لارگو (۱۹۴۸)
- مادام اکس (۱۹۲۹)
- آهنگ سرکش (۱۹۳۰)